# オウミ住宅
オウミ住宅株式会社（おうみじゅうたく）は、滋賀県草津市に本社がある住宅関連企業。1989年（平成元年）8月1日会社設立。

## CM
2002年より放映を開始した、パンチみつおと黒沢年雄の不思議なダンスというアンバランスなCMが話題になり、営業基盤を置く滋賀県のみならずCMが放映される近畿圏全体に知名度が広がった。その効果は絶大で、CM放送開始直近の年間売上40億円が翌年には60億円へと急伸。2005年度には100億円の大台を突破した。 2008年に一度CM放映を終了させたが、復活を求める意見が多いことから、2017年より放映を再開、2018年より新たに撮り直してデジタル対応とした新作が放送されている。
黒沢にCM出演を依頼する際、その内容から断られることを覚悟していたところあっさりと快諾。撮影現場でも「中途半端では面白くない」と終始ハイテンションだった。黒沢は「自分には真面目な役が多いがあれは本来の自分でない、一度こういうはじけた役をしてみたかったんだ」と後日嬉しそうに語ったという。その経緯との関連は明らかでないが、黒沢が出演したCMは4バージョン制作され、前半は「パンチみつおの一緒に踊ろうという誘いに対し、にべもなく手を振って踊るのを拒む」という内容だったものが、後半では一転、二人がはじけてダンスするという内容になっている。最も知られているのは2番目の黒沢がリズムに乗るバージョンで、先述の2018年製作分もこのバージョンのリメイクである。
黒沢を起用する以前はパンチみつおと七井貴行の二人が出演していた。
その他にも土建屋よしゆきやパンチみつおだけが出ていたこともある。みつおの出演は2001年2月からで、その前は大木こだま・ひびきがCMの中で自らのギャグ「往～生しまっせ～」を「オ～ウミにしまっせ～」と言ったりしていた。しかし、当時はびわ湖放送と京都放送（KBS京都）でしか放映されず、あまり話題にならなかった。
CMの作詞作曲はすべてパンチみつお本人が行った。